# 冯俐

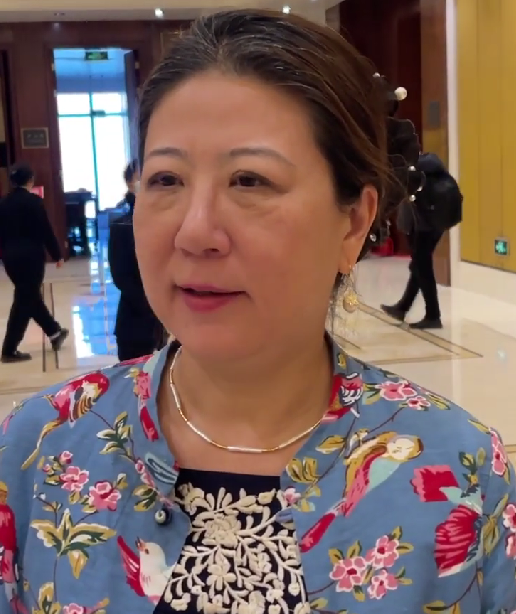
冯俐（2024年）

冯俐（1966年6月—），女，回族，江苏徐州人，中华人民共和国政治人物。现任中国儿童艺术剧院院长、党委副书记。第十四届全国政协委员。